# Karlstad GP 2020
Der Karlstad GP 2020 war eine Leichtathletik-Veranstaltung, die am 8. Juli 2020 im Tingvalla IP im schwedischen Karlstadt stattfand. Die Veranstaltung war Teil der World Athletics Continental Tour und zählte zu den Bronze-Meetings, der dritthöchsten Kategorie dieser Leichtathletik-Serie.

## Resultate

### Männer

#### 100 m
| Platz | Athlet          | Land | Zeit (s) |
| ----- | --------------- | ---- | -------- |
| 1     | Henrik Larsson  | SWE  | 10,41    |
| 2     | Desmond Rogo    | SWE  | 10,72    |
| 3     | Anders Bihlblad | SWE  | 10,88    |
| 4     | Oliver Ellström | SWE  | 10,99    |
| 5     | Emil Nilsson    | SWE  | 11,46    |

Wind: +2,5 m/s

#### 400 m
| Platz | Athlet              | Land | Zeit (s) |
| ----- | ------------------- | ---- | -------- |
| 1     | Carl Bengtström     | SWE  | 46,91    |
| 2     | Benjamin Lobo Vedel | DEN  | 47,78 SB |
| 3     | Emil Johansson      | SWE  | 48,01 PB |
| 4     | Karl Wållgren       | SWE  | 49,72    |
| 5     | Samuel Wiik         | SWE  | 50,35    |

#### 800 m
| Platz | Athlet           | Land | Zeit (min) |
| ----- | ---------------- | ---- | ---------- |
| 1     | Andreas Kramer   | SWE  | 1:46,95 SB |
| 2     | Joakim Andersson | SWE  | 1:47,55 PB |
| 3     | Felix Francois   | SWE  | 1:48,37 PB |
| 4     | Johan Eriksson   | SWE  | 1:51,75 SB |
| 5     | Anton Perrson    | SWE  | 1:54,43    |
|       | Nasredine Khatir | FRA  | DNF        |

#### 1500 m
| Platz | Athlet              | Land | Zeit (min) |
| ----- | ------------------- | ---- | ---------- |
| 1     | Suldan Hassan       | SWE  | 3:40,12 SB |
| 2     | Emil Danielsson     | SWE  | 3:40,74 PB |
| 3     | Andreas Almgren     | SWE  | 3:41,01    |
| 4     | Simon Sundström     | SWE  | 3:45,08    |
| 5     | Jonatan Fridolfsson | SWE  | 3:47,01 PB |
| 6     | Alexander Nilsson   | SWE  | 3:48,60 SB |
| 7     | Johan Rogestedt     | SWE  | 3:49,13    |
| 8     | Anders Grahl        | SWE  | 3:50,29 PB |
| 9     | Vidar Johansson     | SWE  | 3:54,62 SB |
| 10    | Gustav Berlin       | SWE  | 4:01,33    |
|       | Emil Blomberg       | SWE  | DNF        |

#### 110 m Hürden
| Platz | Athlet             | Land | Zeit (s) |
| ----- | ------------------ | ---- | -------- |
| 1     | Jonathan Holm      | SWE  | 14,01    |
| 2     | Fredrik Samuelsson | SWE  | 14,50 SB |
| 3     | Staffan Risberg    | SWE  | 14,97    |

#### Hochsprung
| Platz | Athletin          | Land | Höhe (m) |
| ----- | ----------------- | ---- | -------- |
| 1     | Fabian Delryd     | SWE  | 2,09     |
| 2     | Melwin Lycke-Holm | SWE  | 2,09     |
| 3     | Oskar Lundqvist   | SWE  | 2,05 SB  |
| 4     | Oliver Ericsson   | SWE  | 2,01     |

#### Stabhochsprung
| Platz | Athletin               | Land | Höhe (m) |
| ----- | ---------------------- | ---- | -------- |
| 1     | Armand Duplantis       | SWE  | 5,72     |
| 2     | Ben Broeders           | BEL  | 5,62 SB  |
| 3     | Piotr Lisek            | POL  | 5,62 SB  |
| 4     | Pål Haugen Lillefosse  | NOR  | 5,52     |
| 4     | Melker Svärd Jacobsson | SWE  | 5,22     |

#### Weitsprung
| Platz | Athletin          | Land | Weite (m) |
| ----- | ----------------- | ---- | --------- |
| 1     | Thobias Montler   | SWE  | 8,02      |
| 2     | Andreas Carlsson  | SWE  | 7,62 SB   |
| 3     | Andreas Otterling | SWE  | 7,46      |

#### Kugelstoßen
| Platz | Athlet             | Land | Weite (m) |
| ----- | ------------------ | ---- | --------- |
| 1     | Marcus Thomsen     | NOR  | 20,34     |
| 2     | Wictor Petersson   | SWE  | 19,76     |
| 3     | Viktor Gardenkrans | SWE  | 18,52     |
| 4     | John Kelly         | IRL  | 18,35 PB  |

#### Diskuswurf
| Platz | Athlet                | Land | Weite (m) |
| ----- | --------------------- | ---- | --------- |
| 1     | Daniel Ståhl          | SWE  | 68,10     |
| 2     | Simon Petersson       | SWE  | 66,90     |
| 3     | Ola Stunes Isene      | NOR  | 60,27     |
| 4     | Sven Martin Skagestad | SWE  | 58,86     |
| 5     | Jakob Gardenkrans     | SWE  | 55,56     |

#### Speerwurf
| Platz | Athlet              | Land | Weite (m) |
| ----- | ------------------- | ---- | --------- |
| 1     | Kim Amb             | SWE  | 84,48     |
| 2     | Timothy Herman      | BEL  | 78,75 SB  |
| 3     | Sebastian Thörngren | SWE  | 70,55     |
| 4     | Esa Hiltunen        | SWE  | 67,02     |

### Frauen

#### 200 m
| Platz | Athlet         | Land | Zeit (s) |
| ----- | -------------- | ---- | -------- |
| 1     | Lisa Lilja     | SWE  | 23,64 SB |
| 2     | Moa Hjelmer    | SWE  | 23,85    |
| 3     | Daniella Busk  | SWE  | 24,18 SB |
| 4     | Hanna Karlsson | SWE  | 25,18    |

Wind: +1,2 m/s

#### 400 m
| Platz | Athlet            | Land | Zeit (s) |
| ----- | ----------------- | ---- | -------- |
| 1     | Lova Perman       | SWE  | 54,84 PB |
| 2     | Lathifa Afrah     | SWE  | 58,20    |
| 3     | Tyra Landin       | SWE  | 59,22    |
| 4     | Lovisa Ellström   | SWE  | 59,33    |
| 5     | Filippa Dedorsson | SWE  | 66,15    |

#### 800 m
| Platz | Athlet           | Land | Zeit (min) |
| ----- | ---------------- | ---- | ---------- |
| 1     | Hedda Hynne      | NOR  | 2:03,71    |
| 2     | Sara Kuivisto    | FIN  | 2:03,99    |
| 3     | Renée Eykens     | BEL  | 2:05,02 SB |
| 4     | Hanna Hermansson | SWE  | 2:05,92 SB |
| 5     | Lovisa Lindh     | SWE  | 2:07,14 SB |
| 6     | Rebecca Högberg  | SWE  | 2:10,45    |

#### 3000 m
| Platz | Athlet         | Land | Zeit (min) |
| ----- | -------------- | ---- | ---------- |
| 1     | Linn Nilsson   | SWE  | 9:05,59 SB |
| 2     | Linn Söderholm | SWE  | 9:16,12 PB |
|       | Olivia Weslien | SWE  | DNF        |

#### 100 m Hürden
| Platz | Athlet            | Land | Zeit (s) |
| ----- | ----------------- | ---- | -------- |
| 1     | Tilde Johansson   | SWE  | 13,70 SB |
| 2     | Lovisa Karlsson   | SWE  | 13,72    |
| 3     | Julia Wennerstein | SWE  | 13,75    |
| 4     | Mari Klaup-McColl | EST  | 13,89    |
| 5     | Amanda Holmberg   | SWE  | 14,13    |
| 6     | Maja Maunsbach    | SWE  | 14,49    |

Wind: +2,0 m/s

#### Hochsprung
| Platz | Athletin           | Land | Höhe (m) |
| ----- | ------------------ | ---- | -------- |
| 1     | Sofie Skoog        | SWE  | 1,85     |
| 2     | Bianca Salming     | SWE  | 1,79 SB  |
| 3     | Maja Nilsson       | SWE  | 1,72     |
| 4     | Evelina Erlandsson | SWE  | 1,68     |

#### Weitsprung
| Platz | Athletin         | Land | Weite (m) |
| ----- | ---------------- | ---- | --------- |
| 1     | Khaddi Sagnia    | SWE  | 6,76      |
| 2     | Tilde Johansson  | SWE  | 6,24      |
| 3     | Erica Jarder     | SWE  | 6,18      |
| 4     | Kaiza Karlén     | SWE  | 6,11      |
| 5     | Emilia Kjellberg | SWE  | 5,90      |

#### Kugelstoßen
| Platz | Athletin             | Land | Weite (m) |
| ----- | -------------------- | ---- | --------- |
| 1     | Fanny Roos           | SWE  | 18,41     |
| 2     | Frida Åkerström      | SWE  | 16,86     |
| 3     | Ásdís Hjálmsdóttir   | ISL  | 15,21 SB  |
| 4     | Caisa-Marie Lindfors | SWE  | 14,70     |

#### Speerwurf
| Platz | Athletin           | Land | Weite (m) |
| ----- | ------------------ | ---- | --------- |
| 1     | Ásdís Hjálmsdóttir | ISL  | 59,44     |
| 2     | Matilda Elfgaard   | SWE  | 51,19     |
| 3     | Elisabeth Lithell  | SWE  | 50,20     |
| 4     | Caroline Näslund   | SWE  | 48,75     |